# هه ژنگیانگ
هه ژنگیانگ (انگلیسی: He Zhengyang؛ زادهٔ ۳۱ ژانویهٔ ۱۹۹۷) تیرانداز اهل چین است. وی در بازی‌های المپیک تابستانی ۲۰۲۰ حضور داشته‌است.